# Pseudhymenochirus merlini
A Pseudhymenochirus merlini a kétéltűek (Amphibia) osztályába, ezen belül a békák (Anura) rendjébe és a pipabékafélék (Pipidae) családjába tartozó faj. A faj a Pseudhymenochirus nem monotipikus faja.

## Előfordulása
A Pseudhymenochirus merlini Guineában, Bissau-Guineábab és Sierra Leonéban honos. Természetes élőhelye a szubtrópusi vagy trópusi párás síkvidéki erdők, folyók, édesvizű mocsarak, időszakos édesvizű mocsarak.